# Charles Victor Daremberg
Pour les articles homonymes, voir Daremberg.
 (juillet 2014).
Charles Victor Daremberg, né de parents inconnus le 14 mars 1817 à Dijon et mort le 24 octobre 1872 au Mesnil-le-Roi, est un médecin, bibliothécaire et historien de la médecine français.

## Biographie
Charles-Victor Daremberg commence ses études de médecine dans sa ville natale de Dijon et les poursuit à Paris. Bibliothécaire de l'Académie de Médecine, puis de la Bibliothèque Mazarine, il est ensuite chargé de cours au Collège de France et titulaire de la chaire d'histoire de la médecine.
Par ailleurs, il effectue plusieurs missions dans diverses bibliothèques d'Europe pour répertorier, décrire et collationner les manuscrits de médecine qui y sont conservés.
Il est l'auteur de travaux sur Galien (thèse, 1841) et sur Hippocrate (1843, traduction d'œuvres  choisies). On lui doit les seules traductions françaises de traités de Galien disponibles aujourd'hui.
Il est connu du public universitaire pour sa participation à l'élaboration du Dictionnaire des Antiquités grecques et romaines, de 1850 à 1870.

## Œuvres
- BIUM Bibliothèque d'histoire de la médecine et de l'art dentaire - Bibliothèque interuniversitaire de médecine et d'odontologie, Medica, Collection de rééditions de textes anciens.
- Avec Edmond Saglio, Dictionnaire des Antiquités grecques et romaines, 10 volumes, échelonnés de 1877 à 1919. Index d'articles en ligne sur le site mediterranees.net.
- Bibliographie des sciences médicales : bibliographie, biographie, histoire, épidémies, topographies, endémies, Paris, Tross, 1874. IX-1758 p. Achevé par Alphonse Pauly après la mort de Daremberg. Rééd. en fac-simile London, Derek Verschoyle, Academic and Bibliographic Publications Ltd, 1854.